# Bezirk Schleitheim
Der Bezirk Schleitheim war bis zum Juli 1999 eine Verwaltungseinheit des Kantons Schaffhausen in der Schweiz. Seither verzichtet der Kanton auf die Bezirks-Verwaltung, jedoch nicht auf den Bezirk selbst.

## Einwohnergemeinden
| Wappen      | Name der Gemeinde | Einwohner (31. Dezember 2023) | Fläche in km² | Einw. pro km² |
| ----------- | ----------------- | ----------------------------- | ------------- | ------------- |
| Beggingen   | Beggingen         | 486                           | 12,58         | 39            |
| Schleitheim | Schleitheim       | 1807                          | 21,63         | 84            |
| Siblingen   | Siblingen         | 895                           | 9,42          | 95            |
| Total (3)   | Total (3)         | 3188                          | 43,63         | 73            |